# Can Correu
Can Correu és una casa de Tavertet (Osona) inclosa a l'Inventari del Patrimoni Arquitectònic de Catalunya.

## Descripció
Casa entre mitgeres amb la teulada a doble vessant i el carener perpendicular a la façana. consta de planta baixa i un pis. Les obertures tenen la llinda i els brancals de grans carreus de pedra mentre que el parament és de pedra irregular de diferents mides.